# Anna Gorskih

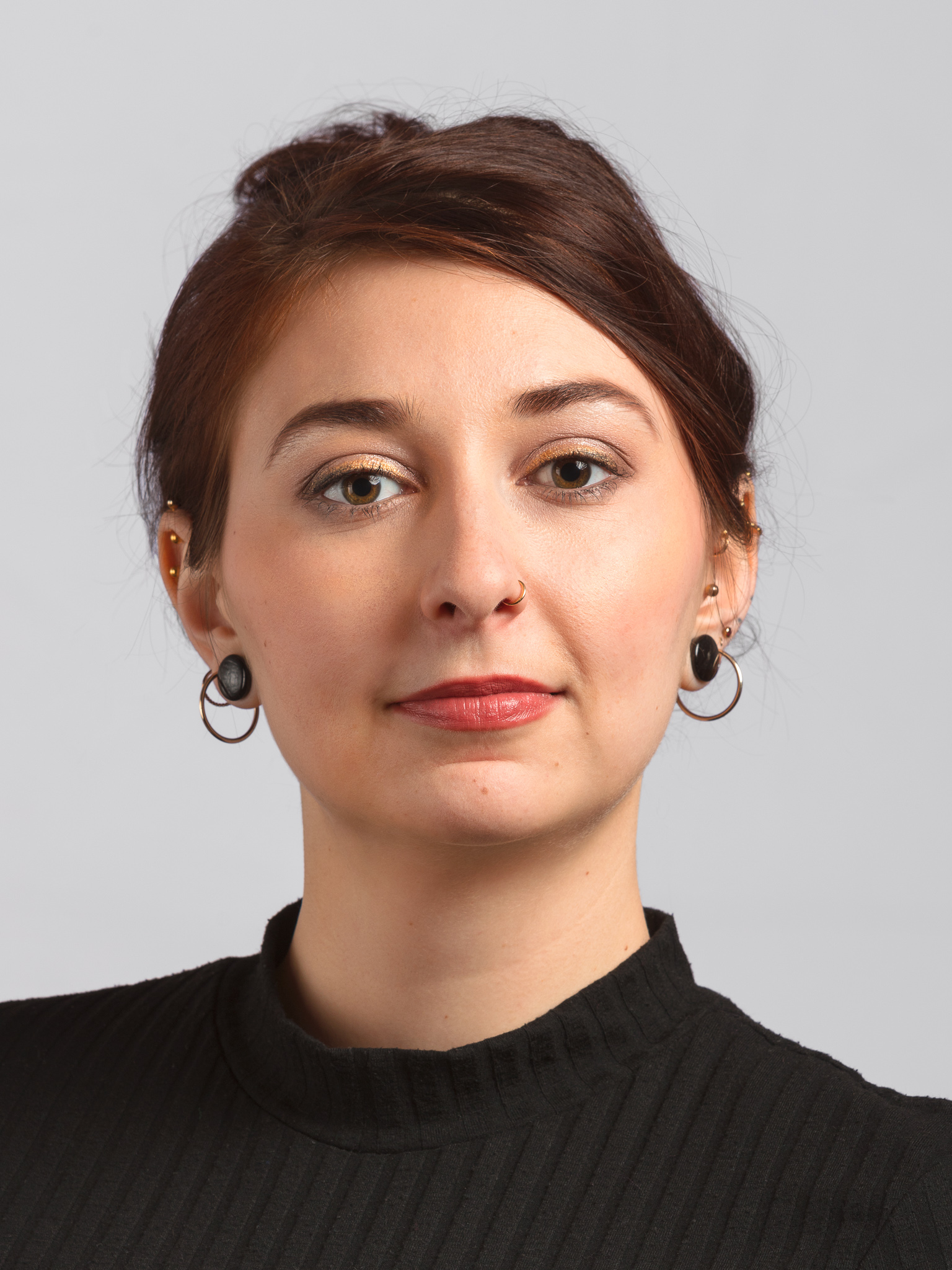
Anna Gorskih (2019)

Anna Gorskih (* 1992 in Tomsk) ist eine deutsche Politikerin der Partei Die Linke. Sie war von 2019 bis 2024 Abgeordnete im Sächsischen Landtag.

## Leben

### Beruf
Gorskih studierte Kultur- und Politikwissenschaften in an der Universität Leipzig und schloss ihr Studium 2019 als Master of Arts ab. In dieser Zeit forschte sie unter anderem zu Rechtsextremismus, PEGIDA und AfD.

### Politik
Seit 2010 engagierte sich Gorskih bei der Linksjugend solid Sachsen und wurde 2013 Mitglied der Partei Die Linke. Im Herbst 2018 wurde sie von der Linksjugend ['solid] Sachsen als Jugendkandidatin für die anstehende Wahl zum Sächsischen Landtag nominiert.
Am 1. September 2019 gelang ihr bei der Landtagswahl in Sachsen 2019 der Einzug als Abgeordnete für Die Linke Sachsen in den Landtag Sachsen über Platz 7 der Landesliste. Im Sächsischen Landtag war sie für ihre Fraktion Sprecherin für Kinder- und Jugendpolitik sowie für Hochschul- und Demokratiepolitik. Sie war Mitglied des Ausschusses für Wissenschaft, Hochschule, Medien, Kultur und Tourismus sowie des Petitionsausschusses. Bei der Landtagswahl 2024 kandidierte sie im Wahlkreis Meißen 4, verfehlte jedoch den Wiedereinzug in den Landtag.

### Weiteres
Gorskih ist 2004 mit ihrer Familie nach Deutschland gekommen, lebte zunächst in Meißen und seit 2012 in Leipzig.
Die Zeit setzte sie 2019 auf Platz 16 ihrer Liste der 100 wichtigsten jungen Ostdeutschen.